# Дачний (Теньгушевський район)
Да́чний (рос. Дачный, ерз. Дачный) — селище у складі Теньгушевського району Мордовії, Росія. Адміністративний центр Дачного сільського поселення.
Населення — 655 осіб (2010; 684 у 2002).
Національний склад (станом на 2002 рік):
- росіяни — 85 %

Стара назва — Мухановський Завод.